# 바실리카타주
바실리카타주(이탈리아어: Basilicata)는 이탈리아 남부에 있는 주이다. 면적 10,073km2, 인구 572,693 (2016년 기준). 주도는 포텐차이다. 이오니아해에 딸린 타란토 만과 지중해에 딸린 티레니아해 사이의 좁은 지역에 위치한다. 아펜니노산맥의 지맥이 뻗어 있어 산지가 많고 평지는 좁다. 예전에는 루카니아라고 불리던 지방이며, 중세 시대에는 비잔틴의 영향을 받았다. 비교적 최근까지 이탈리아 남부의 가난한 지역으로 북부나 외국으로 떠나는 사람이 많았으나 최근 개발이 진행되어 농토가 개간되고 각종 공업이 발달하고 있다. 주는 포텐차와 마테라의 두 현으로 구성되며, 이 두 현의 중심도시로 포텐차와 마테라가 있다.

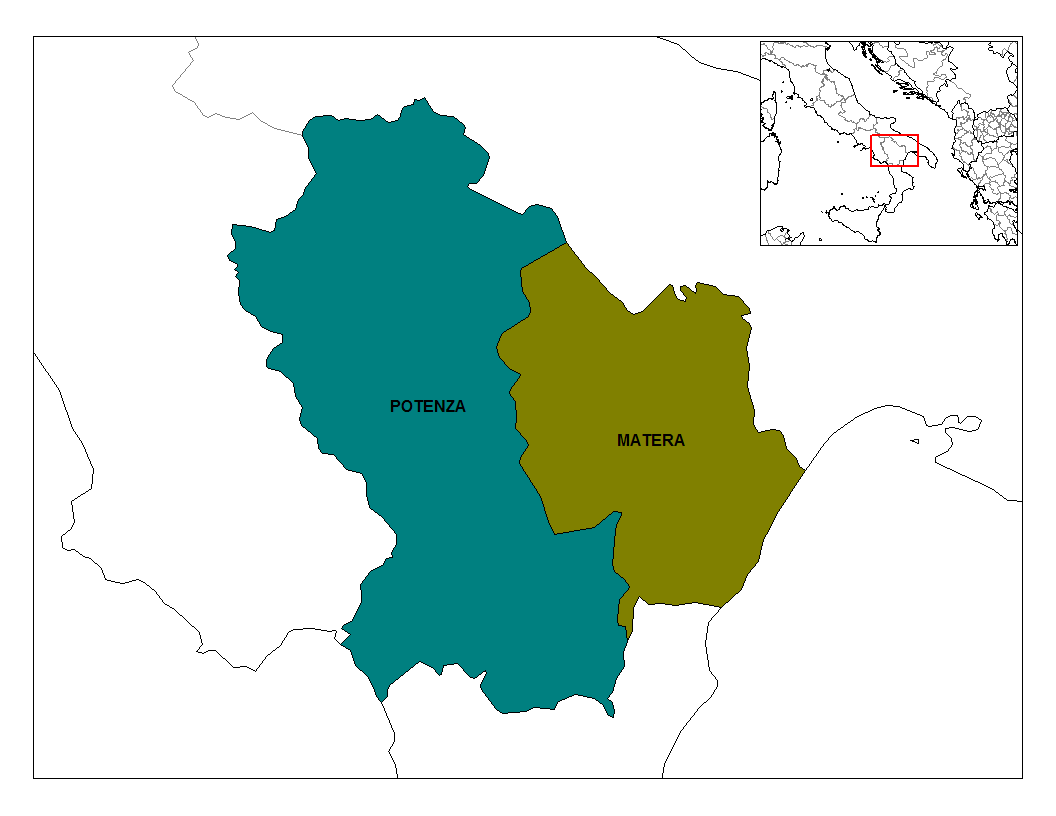
바실리카타 주의 현

## 인구
| 연도              | 인구    | ±%     |
| ----------------- | ------- | ------ |
| 1861              | 509,000 | —      |
| 1871              | 524,000 | +2.9%  |
| 1881              | 539,000 | +2.9%  |
| 1901              | 492,000 | −8.7%  |
| 1911              | 486,000 | −1.2%  |
| 1921              | 492,000 | +1.2%  |
| 1931              | 514,000 | +4.5%  |
| 1936              | 543,000 | +5.6%  |
| 1951              | 628,000 | +15.7% |
| 1961              | 644,000 | +2.5%  |
| 1971              | 603,000 | −6.4%  |
| 1981              | 610,000 | +1.2%  |
| 1991              | 611,000 | +0.2%  |
| 2001              | 598,000 | −2.1%  |
| 2010 (추산)       | 587,000 | −1.8%  |
| 2017              | 570,365 | −2.8%  |
| 출처: ISTAT, 2001 |         |        |